# Dorea hominis
Dorea hominis es una bacteria grampositiva del género Dorea. Fue descrita en el año 2022. Su etimología hace referencia a humano. Es anaerobia estricta e inmóvil. Tiene un tamaño de 0,6-0,8 μm de ancho por 1,6-2,4 μm de largo. Temperatura óptima de crecimiento de 37 °C. Tiene un contenido de G+C de 51,4%. Se ha aislado de heces humanas. 